# Guillaume Tessier
Guillaume Tessier [Thessier] est un compositeur français d’origine bretonne, actif vers 1580-1582.

## Biographie
Son origine bretonne n'est pas précisée à ce jour. Peut-être est-ce lui le « Guillaume Tixier musicien » qui est repéré à Lyon en 1575.
En 1580, il approche Henry Cobham (en), ambassadeur de la reine Élisabeth Ire auprès de la cour de France, pour aller en Angleterre avec ses deux fils et sa fille et y rechercher un emploi à la cour, se plaignant d’absence de revenus et de maladies à Paris. L’ambassadeur tente de le dissuader de ce voyage, d’autant que le luthiste John Dowland faisait déjà partie de son train. Toutefois, Guillaume semble être bien parti dans la mesure où son Premier livre d’airs tant francois, italien, qu’espaignol (Paris, 1582) est dédié à cette reine. En août 1583, il était déjà revenu.
La présence de pièces de G. Tessier dans le Musicall Banquet de Robert Dowland (Londres, 1610) vient plaider en faveur de contacts étroits avec des musiciens anglais. La publication à Londres du Premier livre de chansons de Charles Tessier (probablement son fils) révèle aussi des contacts similaires.

## Œuvre

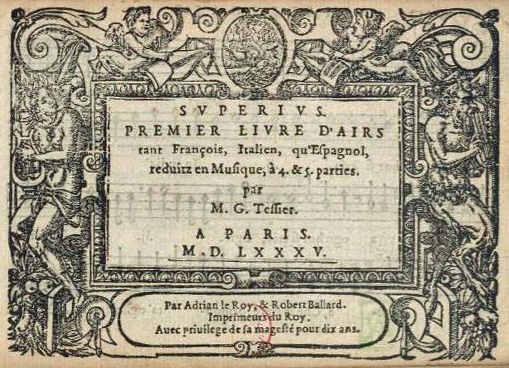
Guillaume Tessier, Premier livre d'airs, Paris, 1585 (Gallica)

- Premier livre d’airs tant francois, italien, qu’espaignol reduitz en musique à 4 et 5 parties par M. G. Thessier. Paris : Adrian Le Roy et Robert I Ballard, Paris, 1582. RISM T 597, Lesure 1955 n° 254.
  - L’ouvrage reparaît la même année sous un titre italianisé : Il primo libro dell’arie franzesi, italiche & spagniuole, a quattro, & cinque voci. RISM T 598, Lesure 1955 n° 255.
  - Une réédition de 1585 existe également : RISM TT 597a, Lesure 1955 n° 271, sur Gallica. La partie de contratenor de ce recueil (toutes éditions confondues) n’est toujours pas retrouvée.
  - La dédicace à la reine d’Angleterre[2] date de mai 1582 et est signée de « G. Tessieri, Brettone » : la première pièce est dédiée « all Sereniss[ima] and Sacratiss[ima] Regina d’Inghilterra ».
  - L’ouvrage contient un madrigal italien introductif, 35 airs en français, 3 airs espagnols et 5 napolitane, tous à 4 voix. Les airs français sont dans un style homophonique au rythme souple. L’esthétique des vers mesurés, cultivée par l’Académie de Poésie et de Musique, se revèle dans deux chansonnettes mesurées. Tessier reprend aussi des rythmes de danse aux mètres alternés, ou encore des récits de style d’écriture libre et mélismatique. Les pièces dites « espagnolles » ou « napolitaines » sont groupées à la fin.

## Discographie
- In a grove most rich of shade, in As I Went To Walsingham (The Musicians of Swanne Alley, dir. L. Nordstrom and Paul O’Dette), 1 CD HMC 905192, 1987.